# Волтер Пейтон
Волтер Пейтон (англ. Walter Payton; народ. 25 липня 1953, Коламбія (Міссісіпі), США —1 листопада, 1999, Саут-Баррінгтон, Іллінойс, США) — американський футболіст, гравець в американський футбол, виступав в Національній футбольній лізі, за команду Чикаго Берс, на позиції нападника. Був внесений в Зал слави професійного футболу. Пейтон почав свою професійну кар'єру футболіста, в штаті Міссісіпі, а потім став прогресивним гравцем, в університеті Джексон Стейтс, де входив в всеамериканську збірну. В 1975 році був вибраний НФЛ, клубом, Чикаго Берс, в першому раунді під четвертим номером. В 1985 році Пейтон з командою, став переможцем, Супер Боула XX, а сам став самим цінним гравцем НФЛ. Грати в команді Чикаго Берс припинив в 1987 році

## Життєпис
Волтер Пейтон народився 25 липня 1953 року, в місті Коламбія, штат, Міссісіпі, і був одним із трьох дітей, в сім'ї, Пітера і Емілі Пейтонів. Батько Пейтона працював, на заводі, і крім того грав у напів професіональний бейсбол. В дитинстві Волтер брав активну, участь бойскаутському, русі, і також грав в малій лізі, навідував, одну місцеву церкву. Навчаючись в школі імені Джона Джеферсона, грав на барабані в маршируючому оркестрі, був членом легкоатлентичної команди, співав в церковному хорі, крім навчання в школі, грав у джаз-роковому гурті.

## Футбол
Брат Волтера Пейтона, Едді, був членом команди американського, футболу, оскільки сам Волтер не грав в американський футбол, задля того, щоб не змагатися з братом. Після того як Едді Пейтон закінчив школу, футбольний тренер попросив Волтера вступити до його команди. Волтер погодився, але за умови, що він далі буде виступати в оркестрі. Волтер досягнув великих успіхів на позиції нападника, зі своїм зростом, 1,78 м, він був особливо великим гравцем, і ці особливості полягали ще у швидкості, і силі, він став одним із ключових гравців команди. В цьому році його команду об'єднали зі старшою школою Колумбії, і їх головний тренер, з об'єднаною командою, став лише асистентом, ці перебудови дуже засмутили гравців команди, а сам Волтер Пейтон, почав бойкот, в період весняних тренувань, але повернувся в команду осінню. Це дало команді великого успіху, і Колумбія показала в сезоні результати, 8 із 2, а сам Волтер Пейтон був нагороджений багатьма нагородами, ввійшовши у збірну штату. В історії Волтер Пейтон зіграв важливу роль в зменшенні напруженості, звязаною з Сеграцією, брав участь у Русі за громадянські права афроамериканців у США

## Смерть
1 листопада 1999 року Волтер Пейтон, помер від рідкісного захворювання, раку Холангіокарціонома, в місті Саут-Баррінгтон, Іллінойс, США

## Статистика
Волтер Пейтон підтримував рекорд НФЛ за кількістю ярдів на витривалість і в загальній кількості ярдів до сезону 2002 року, коли Емміт Сміт зумів побити ці рекорди. До 2000 року йому Волтеру Пейтону також належав рекорд, за кількістю зроблених ярдів на витривалість, в одні грі, поки Корі Ділон, не зумів досягти його рекорду, і досягнень. Пейтон був лідером ліги за зробленими ярдами, на витривалість, і по тачдаунам в сезоні 1977 року. По стабільності на кінець 2013 року, він займає друге місце в історії НФЛ, по ярдах на витривалість, і четверте місце, по тачдаунам, зробленими на витривалість. Разом з Френком Гіффордом, Пейтон кинув шість м'ячів, які були перехоплені, що є рекордом для гравців НФЛ, що виступають не на позиції квотербека. Він також зумів зробити вісім пасів, які закінчилися тачдаунами.